# Colpospira curialis
Colpospira curialis is een slakkensoort uit de familie van de Turritellidae. De wetenschappelijke naam van de soort is voor het eerst geldig gepubliceerd in 1907 door Hedley.